# Iglesia de la Virgen del Valle (Castilnuevo)
La iglesia de la Virgen del Valle es una iglesia parroquial de estilo románico situada en la localidad guadalajareña de Castilnuevo (España). Está consagrada a la Virgen del Valle y se encuentra a las afueras de la localidad, en una chopera cercana al río Gallo.
Se trata de un templo del siglo XII, reformado en el siglo XVI, con una sola nave de planta rectangular, sin casi decoración escultórica. La portada tiene arco de medio punto decorada con esferas talladas. Cuenta con un artesonado de madera labrada que fue añadido en el siglo XIX. Dispone de una espadaña.